# Buteogallus
Buteogallus es un género de aves accipitriformes de la familia Accipitridae que incluye a varias especies y subespecies de aves rapaces de la región Neotropical.
Buteogallus
El adulto mide 43-53  cm de largo y pesa 930gr promedio tiene amplias alas y es principalmente  de color negro o gris muy oscuro. La cola corta es negra con la única banda ancha blanca y la punta blanca 
Alimentación
Se alimenta de roedores  aves más chicas y insectos 
Reproducción
El macho a corteja  a la hembra llega a poner de 2 a 4 huevos que se encuban a los 40 días. Mientras que aprenden a volar los padres cuidan a sus polluelos hasta que dejan el nido cuando  empiezan a volar  
Actualmente se encuentra en peligro de extinción  por la venta ilegal 

## Especies
De acuerdo con la taxonomía de Clements y al Congreso Ornitológico Internacional, comprende las siguientes especies:
- Buteogallus schistaceus (Sundevall, 1850)
- Buteogallus anthracinus (Deppe, 1830)
  - B. a. anthracinus (Deppe, 1830)
  - B. a. utilensis Twomey, 1956
  - B. a. rhizophorae Monroe, 1963
  - B. a. bangsi (Swann, 1922)
  - B. a. subtilis (Thayer & Bangs, 1905)
- Buteogallus gundlachii (Cabanis, 1855)
- Buteogallus aequinoctialis (Gmelin, JF, 1788)
- Buteogallus meridionalis (Latham, 1790)
- Buteogallus lacernulatus (Temminck, 1827)
- Buteogallus urubitinga (Gmelin, JF, 1788)
  - B. u. ridgwayi (Gurney, 1884)
  - B. u. urubitinga (Gmelin, JF, 1788)
- Buteogallus solitarius (Tschudi, 1844)
  - B. s. sheffleri (van Rossem, 1948)
  - B. s. solitarius (Tschudi, 1844)
- Buteogallus coronatus (Vieillot, 1817)

Sin embargo, el Sistema Integrado de Información Taxonómica solo reconoce como especies a:
- Buteogallus aequinoctialis (Gmelin, 1788)
- Buteogallus anthracinus (Deppe, 1830)
- Buteogallus gundlachii (Cabanis, 1855)
- Buteogallus meridionalis (Latham, 1790)
- Buteogallus urubitinga (Gmelin, 1788)